# Ferenc Bodrogvári
Dr Ferenc Bodrogvári (Bezdan, 22. lipnja 1935. -  31. svibnja 1980.) je bio filozof i stvaratelj.
Njemu u čast zove se nagrada dr Ferenc Bodrogvári koja se dodjeljuje jednom godišnje od 1980. godine, a dodjeljuje se na njegov rođendan. Bodrogváriju je prvi put dodijeljena nagrada Šaman 1979. godine, koja je posvećena umjetnicima, a kao priznanje za njegova istaknuta djela. Poslije njegove prerane smrti, ta je nagrada promijenila ime i dobila ime po Bodrogváriju, prvom dobitniku te nagrade.